# Medetera brunnea
Medetera brunnea är en tvåvingeart som beskrevs av Negrobov 1970. Medetera brunnea ingår i släktet Medetera och familjen styltflugor. Inga underarter finns listade i Catalogue of Life.